# Boronia lanceolata
Boronia lanceolata är en vinruteväxtart som beskrevs av Ferdinand von Mueller. Boronia lanceolata ingår i släktet Boronia och familjen vinruteväxter. Inga underarter finns listade i Catalogue of Life.